# كارلوس إدواردو دا سيلفا
كارلوس إدواردو دا سيلفا هو لاعب كرة قدم برازيلي، ولد في 7 سبتمبر 1980 في Matelândia ‏ في البرازيل. لعب مع نادي أولاريا أتلتيكو ونادي بارانا ونادي سبورت ريسيفه ونادي فيغورينسي ونادي ماريتيمو ونافال.

## وصلات خارجية
- كارلوس إدواردو دا سيلفا على موقع قاعدة بيانات كرة القدم.إي يو (الإنجليزية)